# Seleção de Futebol da Armênia Ocidental
A Seleção de Futebol da Armênia Ocidental é uma equipe de futebol que representa os povos indígenas armênios, principalmente da região da Armênia Ocidental, que, de acordo com estudiosos armênios, estava em território ocupado pela Turquia. A equipe não faz parte da FIFA nem da UEFA e não participa de torneios internacionais.

## História
O órgão dirigente, a Federação de Futebol da Armênia Ocidental, foi formado em 2015 e se juntou à Confederação de Futebol de Associações Independentes (ConIFA) em 1º de junho daquele ano. O primeiro jogo da equipe foi disputado em 6 de janeiro de 2016, quando a Western Armênia XI jogou contra o Olympique de Marseille (CFA), time reserva do principal clube de futebol francês. Vahagn Militosyan marcou os dois gols na derrota por 3-2.
Dez dias após o primeiro jogo da equipe, a Western Armênia foi selecionada na 3ª Assebleia Geral Anual da ConIFA para ser uma das 12 participantes da Copa do Mundo ConIFA de 2016, realizada na Abecásia em maio e junho. No sorteio da competição, a equipe foi selecionada no Grupo A ao lado dos anfitriões e do Arquipélago de Chagos. A primeira partida internacional completa da Armênia Ocidental, contra o Arquipélago de Chagos, terminou com o time infligindo uma derrota recorde de 12-0 sobre os Chagosianos, antes de cair para uma derrota por 1 a 0 contra a Abecásia no último jogo do grupo. Isso foi o suficiente para a equipe se classificar para as quartas-de-final, onde jogou com a Seleção de Futebol do Panjabe.